# Philipp Ludwig von Reiffenberg

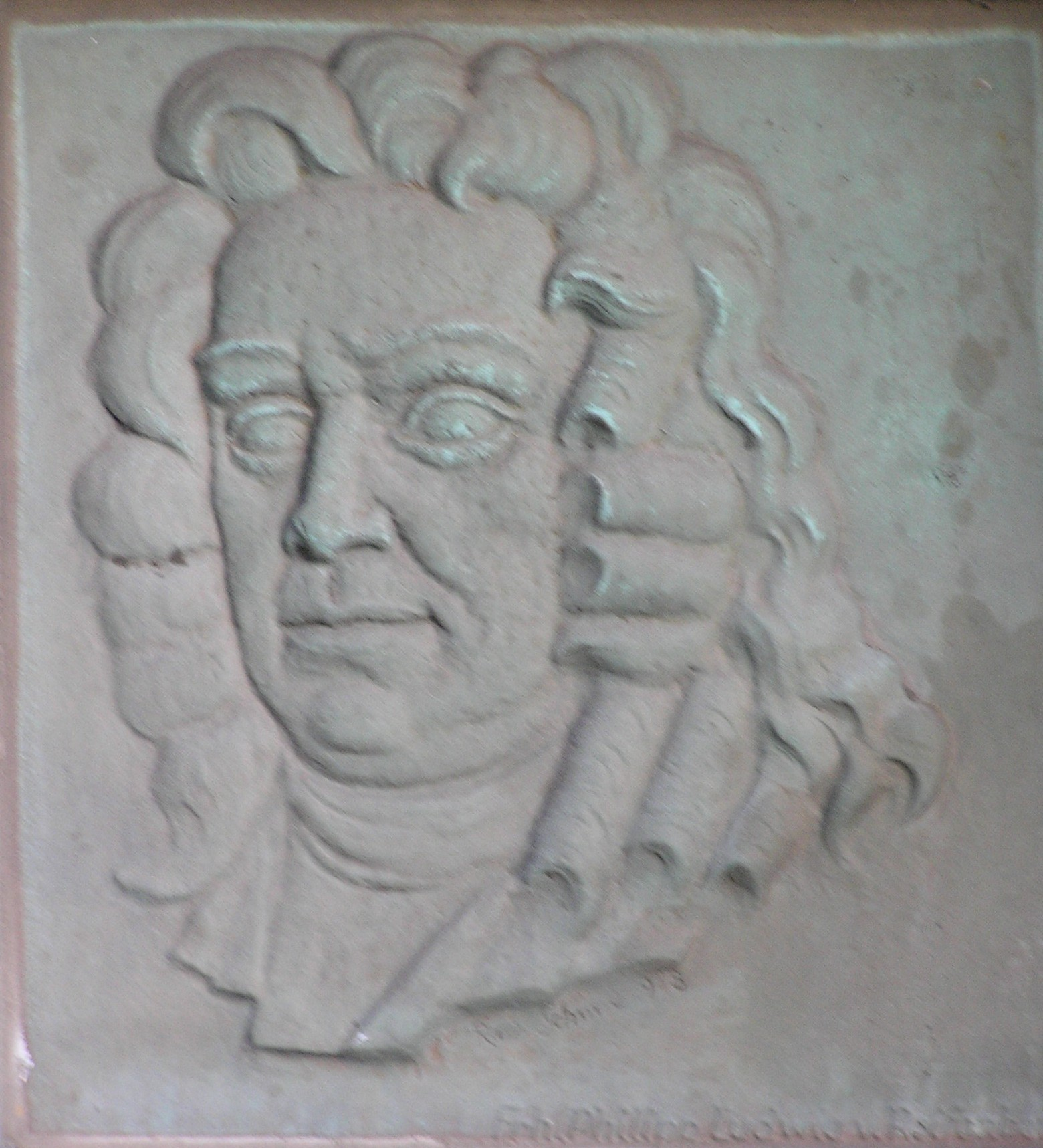
Das fälschlicherweise Philipp Ludwig von Reiffenberg zugeschriebene Relief auf der Eingangstür der St.-Gertrudis-Kapelle in Oberreifenberg (es zeigt in Wirklichkeit Emmerich Wilhelm Waldbott von Bassenheim)

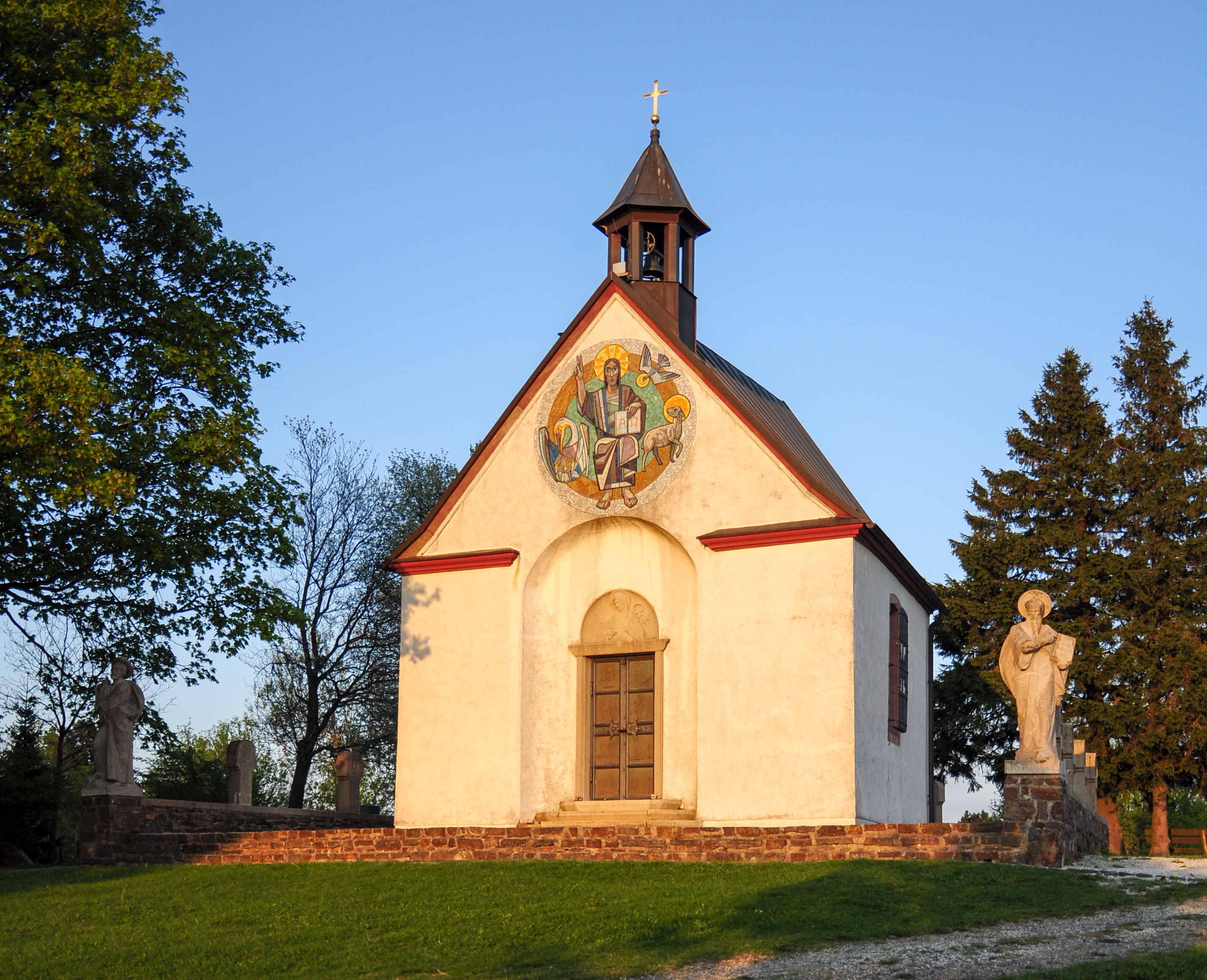
St.-Gertrudis-Kapelle Oberreifenberg

Philipp Ludwig Freiherr von Reiffenberg (* 1617; † 23. März 1686 in Königstein im Taunus) war Kleriker, erster Statthalter Erfurts und letzter Ritter von Reifenberg aus der Wetterauer Linie der Familie.
Sein Vater war Johann Heinrich Freiherr von Reiffenberg, Kaiserlicher Rat und Kammerherr † 4. März 1628. 1613 war Johann Heinrich in den Freiherrenstand versetzt worden. Seine Mutter war Anna von Reiffenberg (geborene von Cronberg).
1642 wurde er in das Mainzer Domkapitel aufgenommen. Philipp Ludwig von Reiffenberg versuchte ab 1644, seinen Oheim, den Erzbischof Anselm Casimir Wambolt von Umstadt, für Frankreich zu gewinnen. Nach dessen Tod 1647 hoffte er, sein Nachfolger zu werden, was ihm jedoch nicht gelang.
1649 wurde er Dompropst und wenig später auch Koadjutor des Erzbischofs von Trier Philipp Christoph von Sötern. Aufgrund des Widerspruchs des Trierer Domkapitels musste der Erzbischof die Ernennung zum Koadjutor jedoch bald darauf wieder zurücknehmen.
Daraufhin trat Reiffenberg als Geheimer Rat und Präsident des Kammeramtes in die Dienste des Mainzer Erzbischofs Johann Philipp von Schönborn, des Nachfolgers seines Oheims Anselm Casimir. 1663 erhielt er das Amt eines Mainzer Stadtkämmerers. Den Kurfürsten von Sachsen Johann Georg II., der bereits für Frankreich gewonnen war, gewann er auch für Kurmainz. Erfurt vermochte sich nicht gegen beide Mächte zu halten und kapitulierte im Oktober 1664. Durch die „Reduktion“ endete Erfurts Unabhängigkeit. Reiffenberg wurde von 1664 bis 1667 erster kurmainzischer Statthalter in Erfurt und 1666 Rektor der Universität Erfurt.
Anfang des Jahres 1667 setzte Erzbischof Johann Philipp ihn wegen Verrats, Misswirtschaft und moralischen Vergehens ab und ließ ihn nach seiner Verhaftung am 11. Februar 1667 in der Festung Marienberg in Würzburg einkerkern. November 1667 wurde er nach Königstein im Taunus überführt und am 18. Mai 1668 zu lebenslanger Kerkerhaft und Entzug aller Ämter verurteilt.
Reiffenberg wurde nach dem Tode Schönborns im Jahre 1673 freigelassen. Da er sein Versprechen brach, sich nicht beim Papst um die Wiedereinsetzung in vorige Rechte zu bemühen, wurde er 1676 erneut festgenommen und auf der Burg Königstein im Taunus eingekerkert, wo er 1686 starb.
Philipp Ludwig von Reiffenberg starb kinderlos als Letzter der Wetterauer Linie des Geschlechts Reifenberg. Philipp Ludwigs Schwester Johanna Walpurgis heiratet Johann Lothar von Waldbott-Bassenheim. Die Reifenberger Besitzungen im Taunus gehen damit in den Besitz der Grafen von Waldbott-Bassenheim über. Jedoch erhob auch Kurmainz Ansprüche aufgrund eines Vertrages von 1443 auf Burg und Herrschaft Reifenberg. Der Rechtsstreit wurde erst nach mehr als 30 Jahren zugunsten der Waldbott-Bassenheimer entschieden. Am 22. Januar 1730, also 44 Jahre nach seinem Tode, wurden die sterblichen Überreste Philipps von Königstein nach Oberreifenberg überführt und dort in der Gruft der Herren von Bassenheim endgültig beerdigt.